# ウジェーヌ・ラミ
ウジェーヌ・ラミ（Eugène Louis Lami、1800年1月12日 - 1890年12月19日）はフランスの画家、版画家、イラストレータである。同時代の出来事を描いた絵画を残し、雑誌「ジル・ブラス」の挿絵や「マノン・レスコー」のような書籍の挿絵も描いた。

## 略歴
パリで生まれた。オラース・ヴェルネに学んだ後、1817年から、エコール・デ・ボザールでアントワーヌ＝ジャン・グロに学んだ。画家のテオドール・ジェリコーと知り合い、グロのもとで学んでいたイギリスの画家、リチャード・パークス・ボニントンからは水彩画の技術を学んだ。
版画家として活動を始め、1819年から1921年の間に、スペインの兵士の軍装やフランス陸軍の制服を描いた一連の版画集を出版した。これらの版画集は王族の注目をひき、国王ルイ・フィリップが、ヴェルサイユ宮殿に設けた「戦いの間」に飾られる軍事に関する絵画の注文を受けた。
その後も同時代の出来事やそれ程遠くない歴史的な出来事がテーマの作品を描いた。
王族やブルジョワジーの生活を描く風俗画に転じ、この頃から水彩画をもっぱら描くようになった。1844年にオマール公やオルレアン公の邸の装飾画を描いた。
ジェームス・ド・ロスチャイルド男爵のフェリエールザン＝ブリの邸の装飾を1859年に完成し、ブローニュ＝ビヤンクールの邸の装飾を1861年に完成した。

## 作品

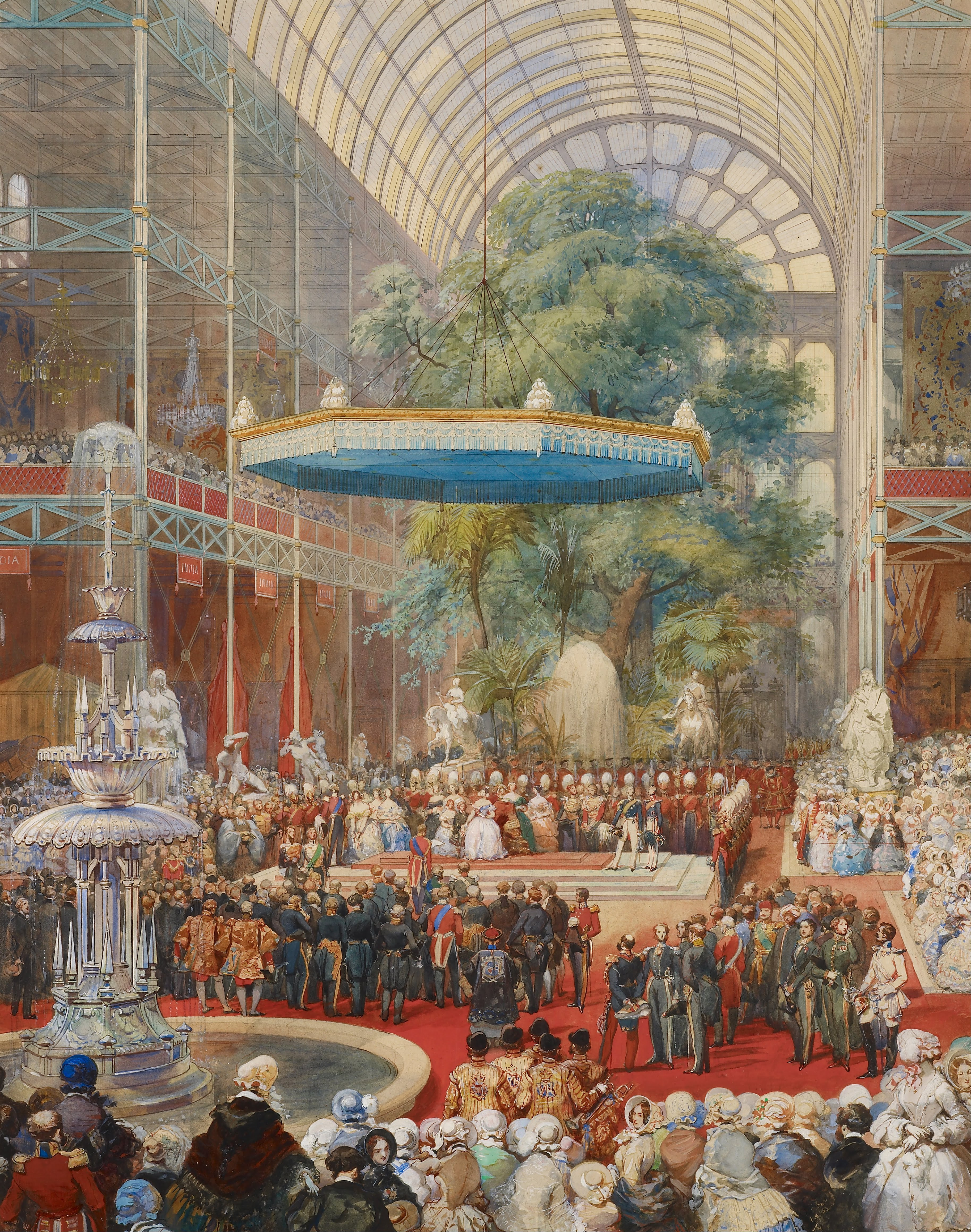
1851年のロンドン万国博覧会の開会式
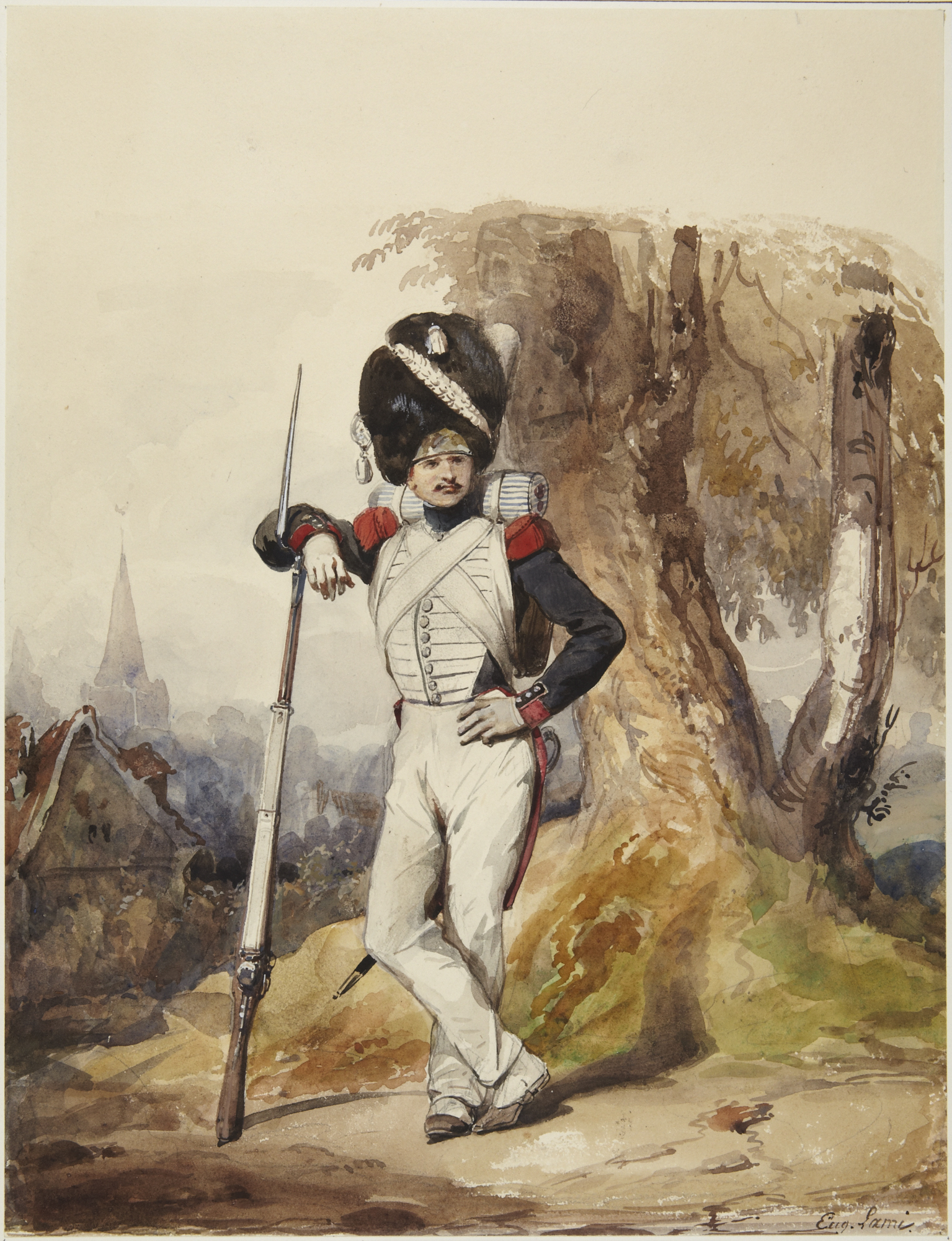
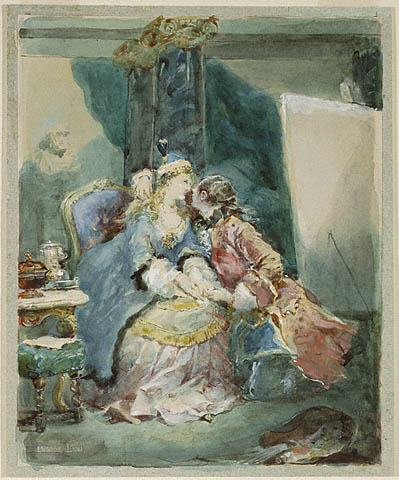
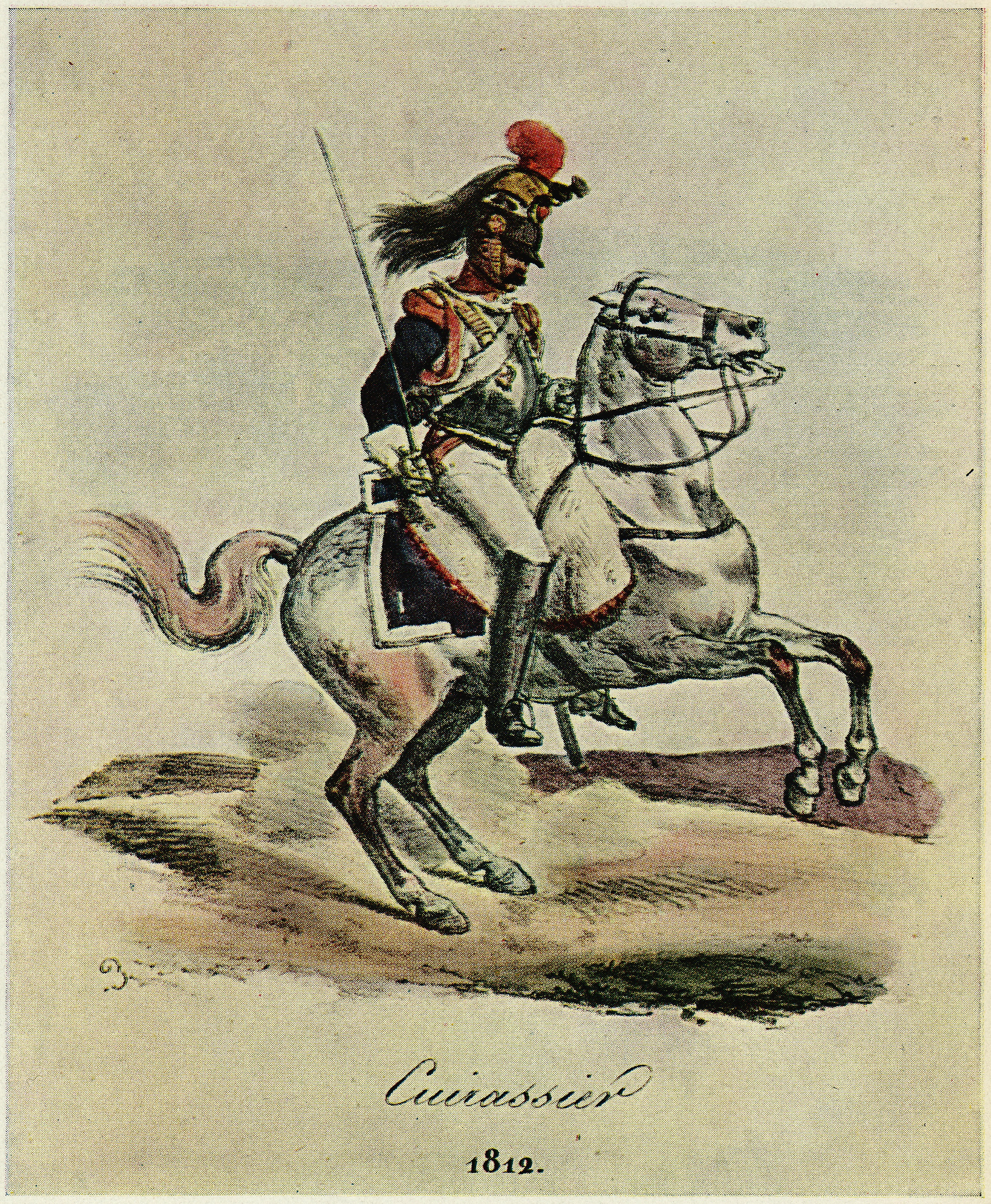
1812年のフランスの胸甲騎兵 (1822)

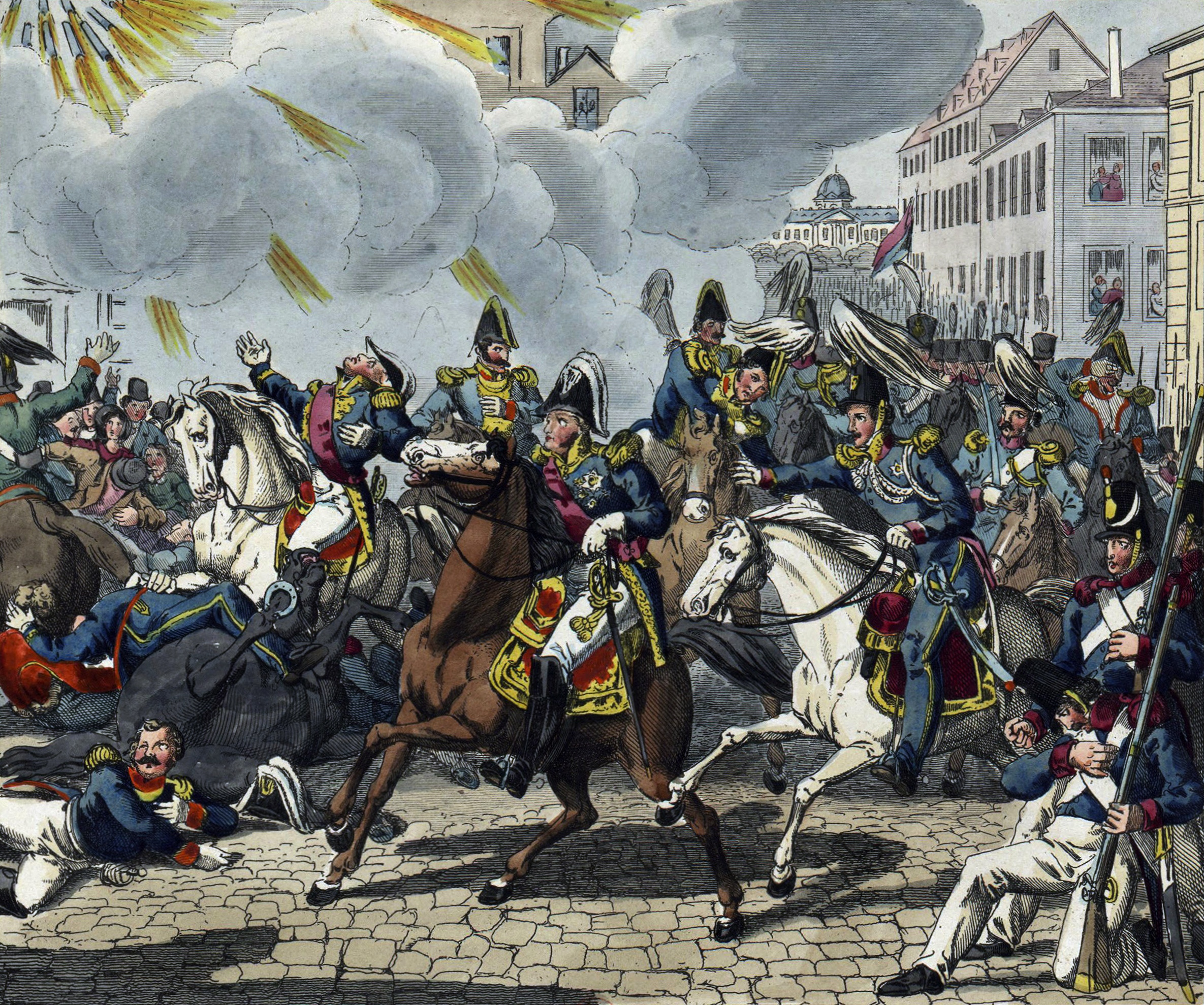
1835年のルイ・フィリップの暗殺未遂事件
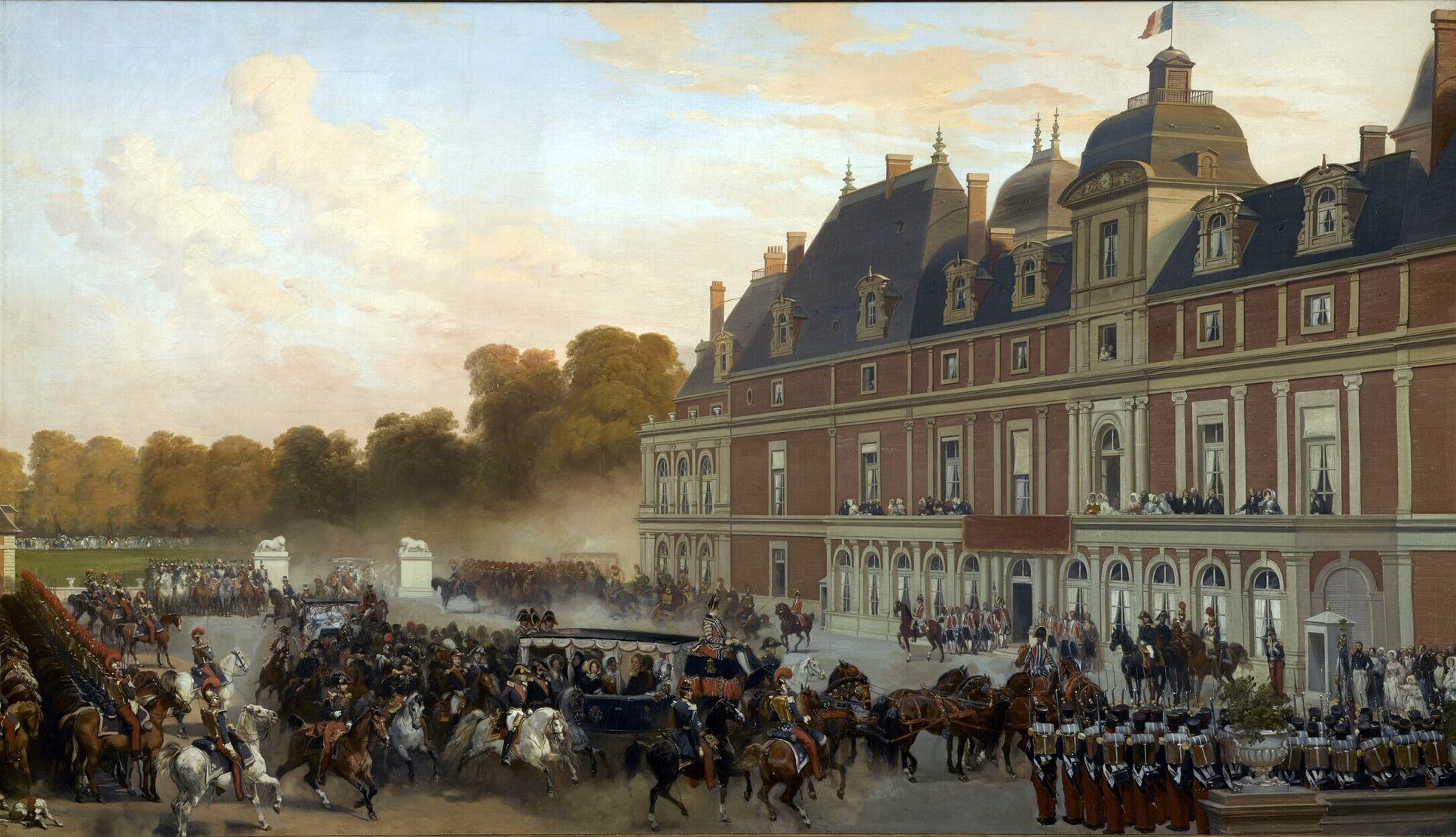
ヴィクトリア女王のルイ・フィリップ訪問
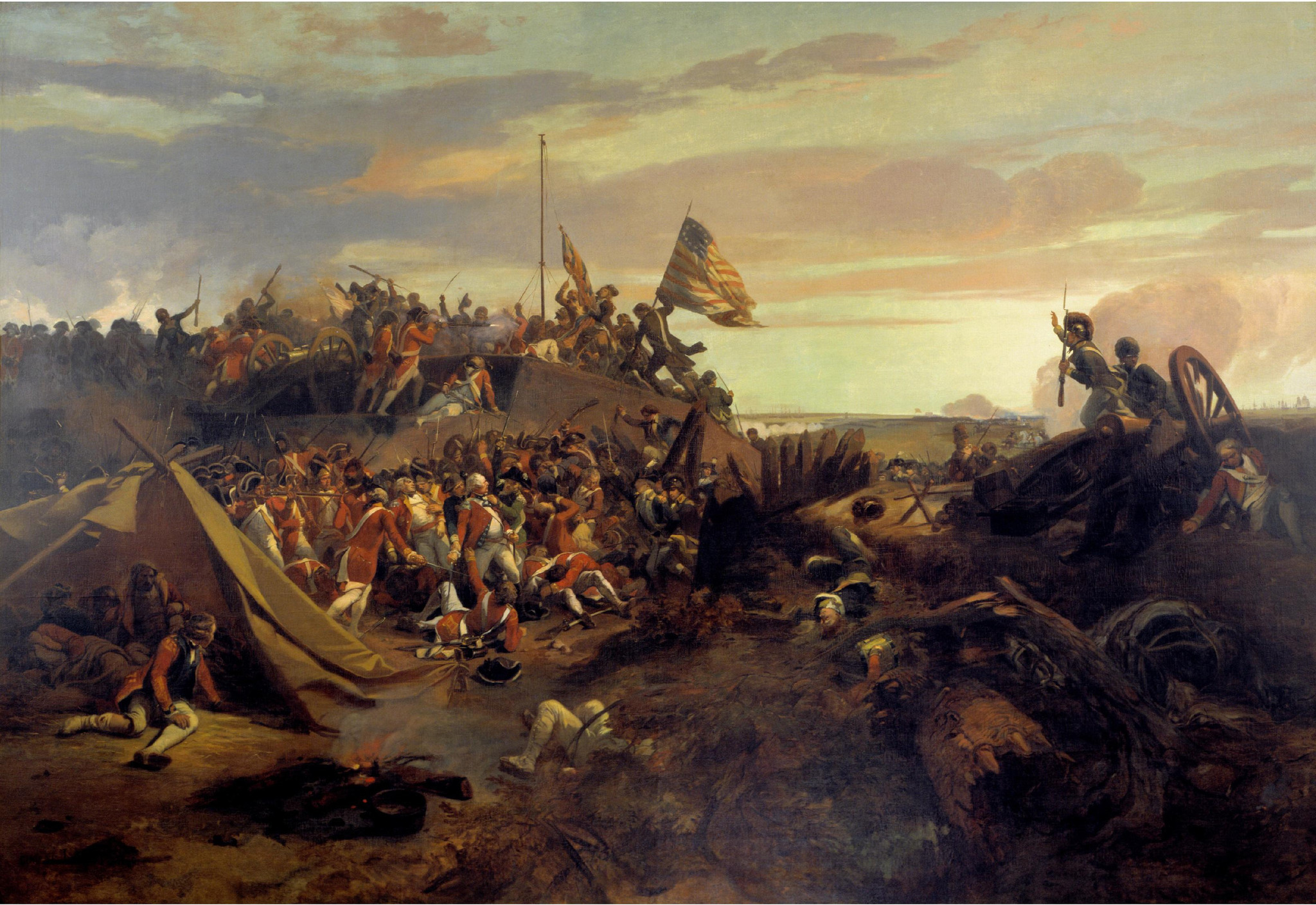
ヨークタウンの戦い(1840)